# 기타구 (니가타시)
기타구(일본어: 北区)는 일본 니가타현 니가타시의 행정구 중 하나이다. 니가타시 북동부를 흐르는 아가노강 우안에 위치한 구이다. 히가시구 동쪽에 위치하고 있으며 구 니가타시 지역의 기타 지구와 도요사카 지구(구 도요사카시)로 구성되어 있고 구청은 도요사카 지구에 있다.

## 지리
니혼카이토호쿠 자동차도, 국도 7호선, 국도 113호선, JR 하쿠신선 등에 의해 니가타시 도심부에서 비교적 교통 접근성이 좋다.
바다 쪽의 마쓰하마·미나미하마 지구는 사구지로 약간 고도가 높아지지만 내륙부 대부분이 해발 0~4m로 낮고 또 중심 시가지에 가까워질수록 고도가 낮아져 최근에도 여러 번 수해를 겪었다.
해안부에서는 해수욕이 가능하다. 남동단에 있는 후쿠시마가타는 일찍이 큰 갯벌이었지만 간척이 진행되어 면적이 축소되었다. 최근에는 물의 공원 후쿠시마가타로서 관광용으로 정비·보전되고 있다.

## 역사
- 2005년 3월 21일 - 도요사카시가 니가타시에 편입되었다.
- 2007년 4월 1일 - 니가타시가 정령지정도시로 지정되면서 기타구가 설치되었다.

## 교통

### 철도
- 동일본 여객철도 하쿠신선

### 도로
- 니혼카이토호쿠 자동차도
- 국도 7호선
- 국도 113호선
- 국도 345호선